# Principessa Clotilde (pirocorvetta)
La Principessa Clotilde è stata una pirocorvetta ad elica della Regia Marina.

## Storia
Ordinata dalla Marina del Regno di Sardegna ai cantieri della Foce il 15 marzo 1861, appena due giorni prima che questa, con la nascita del Regno d'Italia, confluisse nella neocostituita Regia Marina, la nave entrò in servizio per la nuova forza armata il 19 aprile 1866, poche settimane prima dello scoppio della terza guerra d’indipendenza.
Costata 2.182.000 lire, con scafo in legno la cui carena era ricoperta di piastre di rame rivettate, la nave, dotata di tre alberi a vele quadre, dimostrò ottime qualità nautiche nella navigazione a vela, rivelandosi robusta, agile e manovriera in qualsiasi situazione (tranne che nell'andatura di bolina che riusciva più difficoltosa), mentre con propulsione a motore, soprattutto con mare formato e vento da laterale o di prua, l'alberatura si rivelava d'impaccio, offrendo, per via della sua altezza (ed unitamente all'alto bordo), una notevole resistenza al vento, il che erodeva più rapidamente la non abbondante riserva di carbone (130 tonnellate).
Immediatamente dopo il completamento, nella primavera del 1866, la Principessa Clotilde venne inviata in Gran Bretagna, ove trasportò del materiale necessario all'ultimazione del nuovo ariete corazzato a torri Affondatore, in costruzione nel Regno Unito. Rientrata poi in Italia dopo lo scoppio della guerra, la pirocorvetta venne inviata in Adriatico dove fece il suo ingresso il 14 luglio 1866 per essere aggregata alla II Squadra dell'Armata Navale (navi in legno, al comando del viceammiraglio Giovan Battista Albini), senza tuttavia avere un ruolo nelle operazioni militari, e non partecipò alla battaglia di Lissa.
Il 6 agosto 1866 la pirocorvetta, alla fonda fuori della rada di Ancona, fu sorpresa da una violenta tempesta che riuscì tuttavia a superare senza danni grazie alle sue ottime qualità, mentre l'Affondatore, anch'esso ormeggiato nelle vicinanze, affondò in acque poco profonde.

Un'altra immagine della Principessa Clotilde nel 1867.

Inviata nei cantieri di Genova nel dicembre 1866, la Principessa Clotilde vi fu sottoposta a lavori in preparazione di una lunga crociera che avrebbe dovuto svolgere nelle acque dell'Estremo Oriente, durante la quale avrebbe dovuto svolgere una missione diplomatica presso i governi siamese e birmano e rimpiazzare la pirocorvetta Magenta come stazionara in Cina, oltre che essere inviata in Giappone a protezione degli interessi nazionali, minacciati dalla cosiddetta guerra Boshin. Il 7 aprile 1868 la corvetta, al comando del capitano di fregata Carlo Alberto Racchia e con a bordo l'ingegner Felice Giordano, lasciò Genova e, passato lo stretto di Gibilterra, circumnavigò l'Africa e doppiò il Capo di Buona Speranza, giungendo così nell'Oceano Indiano. Attraversato tale oceano nell'agosto 1868, la nave, dopo aver fatto tappa in diversi porti dell'Estremo Oriente (tra cui Batavia, Singapore – ove la nave rimase lungamente inattiva – ed Hong Kong), recandosi anche nel Borneo, dove si pensava di fondare una colonia penale (Racchia individuò la zona da destinarsi a tale impiego in un'area del Borneo nordoccidentale, dove impiantare un'attività di allevamento e coltivazione, ma alla fine il progetto rimase lettera morta, in quanto il sultano del Brunei, proprietario di tali territori, si disse disposto alla cessione solo previa approvazione inglese, che non arrivò mai), e navigando a lungo nel Mar Cinese meridionale (il 22 ottobre 1868 fu la prima nave italiana a giungere a Manila, dove rimase per quattro giorni), provocando preoccupazioni nei Paesi Bassi e nel Regno Unito, che temevano che l'Italia potesse avere mire colonialistiche su tali territori, giunse a Yokohama il 24 dicembre 1868, restandovi per alcuni mesi. Nel corso della sua permanenza in acque orientali la nave, stazionaria per qualche tempo ad Hong Kong, fu a Macao a fine novembre 1869, poi di nuovo a Manila dal 20 al 25 gennaio 1870, poi, dal 5 al 9 maggio dello stesso anno, fu a Zamboanga, dopo di che esplorò varie isolette del Mar Cinese meridionale tra il Borneo e le Filippine. Nello stesso anno bordo della Principessa Clotilde arriverà in Giappone il conte Alessandro Fè d'Ostiani, il quale sostituirà il conte Sallier della Torre nella carica di ambasciatore, presso il Giappone e la Cina. La Principessa Clotilde si trattenne nelle acque dell'Estremo Oriente per quasi due anni, fino al 10 dicembre 1870, poi ripartì per rimpatriare. Il 1º gennaio 1871 la nave fece tappa a Bangkok, dove vennero firmati dei trattati con il Siam, mentre in marzo fu a Rangoon, dove venne visitata da numerosi notabili birmani. Dopo aver trascorso tre anni e tre mesi in mare, percorrendo circa 61.000 miglia nautiche, la pirocorvetta, dopo aver fatto scalo a Brindisi il 21 luglio, arrivò nelle acque di Venezia il 27 luglio 1871. Nel corso del viaggio erano stati allacciati rapporti commerciali con Siam, Giappone e Birmania.
Disarmata e sottoposta ad alcuni lavori, la Principessa Clotilde tornò in servizio nel settembre 1873, svolgendo crociere lungo le coste mediterranee africane (nella terza decade del mese fu al Pireo, e da lì, via Agostiva, Samo e Chio, giunse ad Alessandria d'Egitto) e segnatamente nel Marocco, dove difese gli interessi italiani nell'ambito dei disordini là scoppiati. Nello stesso periodo (1873) la pirocorvetta fu anche a Cartagena, sempre a protezione degli interessi dell'Italia nell'ambito delle rivolte connesse alla nascita e breve vita della prima repubblica spagnola.
Rientrata in Italia l'11 aprile 1874, la Principessa Clotilde venne immediatamente posta in disarmo: dopo nemmeno nove anni di servizio, il 31 marzo 1875, la corvetta venne radiata e quindi avviata alla demolizione.